# Seznam postav seriálu Star Trek: Vesmírná loď Voyager
Toto je seznam hlavních a některých vedlejších postav, které se objevují v seriálu Star Trek: Vesmírná loď Voyager (1995–2001).

## Hlavní postavy
Pozn.: Barevně v souladu s uniformami je označeno zařazení postav: červená – velení a řízení, modrá – lékařská sekce, žlutá – technická sekce a bezpečnost, šedá – civilisté. 
| | Jméno            | Pozice | Rasa            | Herec            | Poprvé |
| --- | ---------------- | ------ | --------------- | ---------------- | ------ |
| Kathryn Janewayová | velící důstojník | člověk | Kate Mulgrewová | „Ochránce 1 & 2“ |        |
| Kathryn Janewayová převzala jako kapitán novou loď USS Voyager, přičemž její první misí mělo být nalezení ztraceného makistského plavidla v oblasti Badlands. Voyager je však vtažen mocnou bytostí zvanou Ochránce na druhou stranu Galaxie a Janewayová, aby ochránila místní obyvatele, nechá po úmrtí Ochránce zničit jeho stanici, čímž znemožní okamžitý návrat domů. Při průletu neznámým a nebezpečným delta kvadrantem, který je odhadován na 70 let, se musí spolehnout pouze na svoji posádku, protože spojení s Hvězdnou flotilou neexistuje. I v tomto prostředí se snaží dodržovat nařízení a směrnice Flotily, což mnohdy zkomplikuje Voyageru cestu domů. Podle Janewayové je ale toto jediná možnost, jak si zachovat vědomí, kam posádka skutečně patří. |                  |        |                 |                  |        |

| | Jméno           | Pozice | Rasa           | Herec            | Poprvé |
| --- | --------------- | ------ | -------------- | ---------------- | ------ |
| Chakotay | první důstojník | člověk | Robert Beltran | „Ochránce 1 & 2“ |        |
| Velícím důstojníkem ztraceného makistského plavidla, které se rovněž vlivem Ochránce dostalo do kvadrantu delta, byl Chakotay. Po začlenění Makistů do posádky Voyageru se stane prvním důstojníkem, který má v počátku za úkol dohlížet na Makisty a být jím příkladem (sám vystudoval Akademii Hvězdné flotily a byl určitý čas i důstojníkem). Postupem času vznikne mezi ním a Janewayovou profesionální přátelství, stane se její pravou rukou, neboť má záloze vždy nějaký alternativní plán. Chakotay je mayského původu, proto se poměrně často obrací pro rady k duchům svých předků. |                 |        |                |                  |        |

| | Jméno                                    | Pozice   | Rasa     | Herec            | Poprvé |
| --- | ---------------------------------------- | -------- | -------- | ---------------- | ------ |
| Tuvok | bezpečnostní, taktický a druhý důstojník | Vulkánec | Tim Russ | „Ochránce 1 & 2“ |        |
| Tuvok, vždy logicky uvažující Vulkánec, působí na Voyageru jako bezpečnostní a taktický důstojník. Je blízkým přítelem kapitána Janewayové. Po studiích na Akademii sloužil pod kapitánem Hikaru Sulu na lodi USS Excelsior, kvůli neshodám s lidmi ale odešel do ústraní. Do Flotily se vrátil o více než 50 let později jako instruktor, později byl zařazen do posádky Voyageru. Jako taktický důstojník měl za úkol infiltrovat makistskou loď pod velením Chakotaye, která byla s Voyagerem přenesena 70 000 světelných let daleko. Na Vulkánu zanechal svoji manželku T'Pel se třemi syny a jednou dcerou. |                                          |          |          |                  |        |

| | Jméno | Pozice | Rasa                  | Herec            | Poprvé |
| --- | ----- | ------ | --------------------- | ---------------- | ------ |
| Tom Paris | pilot | člověk | Robert Duncan McNeill | „Ochránce 1 & 2“ |        |
| Mladý Tom Paris, syn admirála Owena Parise, pod kterým v mládí sloužila Kathryn Janewayová, je pilotem Voyageru. Po vystudování Akademie sloužil na lodi USS Exeter, kde po jeho chybě v pilotáži zemřeli tři důstojníci. Byl z Flotily propuštěn a přidal se k Makistům, později byl však Flotilou zajat a internován v zajateckém táboře. Pro nebezpečnou misi do Bandland si jej vyžádala přímo Janewayová. Po uvěznění v delta kvadrantu mu kapitán udělí hodnost podporučíka, čímž se stane nedílnou součástí posádky. Má rád holografické romány (zejména kapitána Protona) a po románku s Kes se zamiluje do B'Elanny, kterou si nakonec vezme. |       |        |                       |                  |        |

| | Jméno          | Pozice               | Rasa             | Herec            | Poprvé |
| --- | -------------- | -------------------- | ---------------- | ---------------- | ------ |
| B'Elanna Torresová | vrchní inženýr | ½ člověk a ½ Klingon | Roxann Dawsonová | „Ochránce 1 & 2“ |        |
| Šéfinženýrkou Voyageru se po začlenění makistské posádky stane B'Elanna Torresová, po matce poloviční Klingon, po otci poloviční člověk. Zpočátku bojuje s nevypočitatelnou povahou (díky klingonskému původu), kapitán Janewayová jí však důvěřuje a ona nakonec tuto důvěru nezklame. Je odborníkem na warp pohon, studovala Akademii Hvězdné flotily, odkud však odešla a přidala se k Makistům. Jejím nejbližší přítelkyní je Seska, která však Voyager v delta kvadrantu zradí a přidá se k nepřátelům. Po delším vztahu si vezme Toma Parise a narodí se jim dcera Miral. |                |                      |                  |                  |        |

| | Jméno              | Pozice | Rasa         | Herec            | Poprvé |
| --- | ------------------ | ------ | ------------ | ---------------- | ------ |
| Harry Kim | operační důstojník | člověk | Garrett Wang | „Ochránce 1 & 2“ |        |
| Praporčík Harry Kim je mladý důstojník, pro něhož je Voyager prvním přidělením po absolvování Akademie Hvězdné flotily. Ještě na stanici Deep Space Nine, odkud loď odletěla do Badlands, se sblížil s Tomem Parisem, přičemž postupem času se z nich stanou nerozluční přátelé, trávící spolu velkou část svého volna. Stále vzpomíná na své rodiče, kteří o něm nemají žádné zprávy, několikrát se nešťastně zamiluje (Borg, hologram, špatné dvojče, zesnulá a následně oživená členka posádky, teroristka), rád hraje na klarinet a saxofon. |                    |        |              |                  |        |

| | Jméno        | Pozice   | Rasa           | Herec            | Poprvé |
| --- | ------------ | -------- | -------------- | ---------------- | ------ |
| Doktor | vrchní lékař | hologram | Robert Picardo | „Ochránce 1 & 2“ |        |
| Hlavním lékařským důstojníkem se na Voyageru po úmrtí šéflékaře a zdravotnického personálu po incidentu s Ochráncem stane Pohotovostní zdravotnický hologram, typ I, kterým byly nové lodě vybavovány pro nouzové situace. Byl naprogramován pro nejnutnější a kvalitní lékařskou péči, v průběhu letu Voyageru delta kvadrantem mu však kapitán umožní rozšířit svůj program natolik, že se z nouzové holografické postavy stane plnoprávným členem posádky. Zprvu je kvůli absenci holoemitorů omezen pouze na ošetřovnu a simulátory, z budoucnosti ale získá mobilní holoemitor, díky němuž se může pohybovat po celé lodi i mimo ni. Jako první po čtyřech letech zkontaktuje Hvězdnou flotilu a popíše jim osud Voyageru. Doktor, který se nedokáže rozhodnout pro žádné jméno, naváže také několik romantických vztahů, má rád operu a golf. |              |          |                |                  |        |

| | Jméno                                   | Pozice   | Rasa           | Herec            | Poprvé |
| --- | --------------------------------------- | -------- | -------------- | ---------------- | ------ |
| Neelix | kuchař, morální důstojník a velvyslanec | Talaxian | Ethan Phillips | „Ochránce 1 & 2“ |        |
| Po příletu do delta kvadrantu se kapitán Janewayová seznámí s Talaxianem Neelixem, který se zde se svojí nákladní lodí živí jako obchodník. Poté, co posádka Voyageru zachrání jeho přítelkyni Kes ze zajetí Kazonů, stanou se oba součástí posádky lodi Federace. Neelix zprvu působí především jako kuchař, kapitán ale také využívá jeho bohaté znalosti místních poměrů. Se zvětšující se vzdáleností však Neelixovy vědomosti klesají, stává se často vyslancem na cizích planetách. Na konci seriálu objeví Voyager vzdálenou talaxijskou kolonii, ve které se Neelix rozhodně zůstat, a kapitán Janewayová jej jmenuje velvyslancem Federace v delta kvadrantu. |                                         |          |                |                  |        |

| | Jméno                                             | Pozice | Rasa             | Herec            | Poprvé |
| --- | ------------------------------------------------- | ------ | ---------------- | ---------------- | ------ |
| Kes | zdravotní sestra, obsluha aeroponiky (1.–4. řada) | Ocampa | Jennifer Lienová | „Ochránce 1 & 2“ |        |
| Ocampská dívka Kes, kterou vysvobodil Voyager z kazonského zajetí, pracuje na lodi jako zdravotní sestra a v nově vybudované (díky ní) aeroponice se stará o rostliny a čerstvou zeleninu. Má romantický vztah s Neelixem, zajímal se však o ni i Tom Paris. Svoje mentální schopnosti rozvíjí za pomoci a dozoru Tuvoka, díky své telepatii byla kontaktována nebezpečným druhem 8472. Na začátku 4. řady seriálu ale z Voyageru kvůli nezvládajícím mentálním změnám, které mají destruktivní účinky na loď a které chce dále prozkoumávat, odejde, jako výraz díků za možnost pobytu na lodi doslova odhodí Voyager o 9500 světelných let blíže k alfa kvadrantu. |                                                   |        |                  |                  |        |

| | Jméno                             | Pozice | Rasa         | Herec            | Poprvé |
| --- | --------------------------------- | ------ | ------------ | ---------------- | ------ |
| Sedmá z devíti | obsluha astrometriky (4.–7. řada) | člověk | Jeri Ryanová | „Škorpion 1 & 2“ |        |
| Díky spojenectví Voyageru s Borgy proti druhu 8472 se na palubu lodi dostane borgský voják, Sedmá z devíti, terciární doplněk Unimatice 01, kterou kapitán Janewayová osvobodí z moci borgského společenstva. Narodila se jako Annika Hansenová, asimilována byla ve věku šesti let. Sedmá si ponechá své borgské označení a postupně nachází svoje lidství, svoje emoce i přátele mezi posádkou. Sblíží se s Doktorem, skamarádí se s malou Naomi Wildmanovou, určitou dobu též působí jako rodič několika dětí, které Voyager také od Borgů osvobodí. Na konci seriálu naváže romantický vztah s Chakotayem. Na lodi vybuduje astrometrickou laboratoř, díky borgským technologiím velice výkonné pracoviště. |                                   |        |              |                  |        |

## Vedlejší postavy
| Jméno               | Rasa                  | Herec                                                                                      | Popis                                                                   |
| ------------------- | --------------------- | ------------------------------------------------------------------------------------------ | ----------------------------------------------------------------------- |
| Ashmore             | člověk                | David Anderson                                                                             | inženýr                                                                 |
| Ayala               | člověk                | Tarik Ergin                                                                                | bezpečnostní důstojník (Makista)                                        |
| Azan                | Wysant                | Kurt Wetherill                                                                             | chlapec osvobozený od Borgů, dvojče Rebiho                              |
| Reginald Barclay    | člověk                | Dwight Schultz                                                                             | systémový technik na velitelství Hvězdné flotily                        |
| borgská královna    | Borg                  | Susanna Thompsonová (1999–2000) Alice Krigeová (2001)                                      | vládkyně Borgů (dříve příslušnice druhu 125)                            |
| Braxton             | člověk                | Allan G. Royal (1996) Bruce McGill (1999)                                                  | kapitán Hvězdné flotily z 29. století, velitel lodi USS Relativity      |
| Joseph Carey        | člověk                | Josh Clark                                                                                 | asistent vrchního inženýra                                              |
| jal Culluh          | Kazon                 | Anthony De Longis                                                                          | první maje Kazon-Nistrim                                                |
| doktor Chaotik      | hologram              | Martin Rayner                                                                              | postava v holorománech Toma Parise                                      |
| Icheb               | Brunal                | Manu Intiraymi                                                                             | chlapec osvobozený od Borgů, později kadet Hvězdné flotily              |
| Michael Jonas       | člověk                | Raphael Sbarge                                                                             | inženýr, kazonský špión (Makista)                                       |
| Mezoti              | Norcadian             | Marley McCleanová                                                                          | dívka osvobozená od Borgů                                               |
| Owen Paris          | člověk                | Warren Munson (1995–1998) Richard Herd (1999–2001)                                         | admirál Hvězdné flotily, otec Toma Parise                               |
| Q                   | Q                     | John de Lancie                                                                             | všemocná bytost                                                         |
| Rebi                | Wysant                | Cody Wetherill                                                                             | chlapec osvobozený od Borgů, dvojče Azana                               |
| Seska               | Cardassian            | Martha Hackettová                                                                          | inženýr, cardassijský (geneticky upravená na Bajoranku) špión u Makistů |
| Deanna Troi         | ½ člověk a ½ Betazoid | Marina Sirtisová                                                                           | poradkyně na USS Enterprise-E                                           |
| Naomi Wildmanová    | ½ člověk a ½ Ktarian  | ? (1996) Brooke Stephensová (1997) Scarlett Pomersová (1998–2001) Vanessa Branchová (2001) | civilista, kapitánův asistent, dcera Samanthy Wildmanové                |
| Samantha Wildmanová | člověk                | Nancy Howerová                                                                             | bioložka                                                                |
| Lewis Zimmerman     | člověk                | Robert Picardo                                                                             | vědec, tvůrce Pohotovostního zdravotnického hologramu                   |